# Charles Colson
Charles Wendell «Chuck» Colson (Boston, 16 de octubre de 1931 - Falls Church, 21 de abril de 2012) fue un escritor, abogado, activista, político y consejero-asesor del presidente de los Estados Unidos Richard Nixon entre 1969 y 1973. Las investigaciones acerca de su participación en el escándalo Watergate crearon una grave crisis política, que provocó el proceso de impeachment contra el presidente Nixon, que terminó renunciando.
Meses más tarde, Charles Colson fue detenido y condenado a tres años de prisión tras confesar su participación en la obstrucción a la justicia en el caso Watergate. En este intervalo, se convirtió al cristianismo y cambió su vida. Después de siete meses de prisión, Colson salió en libertad condicional y se dedicó a la asistencia social y espiritual a presos, fundando la organización Prison Fellowship International y perteneciendo a la Convención Bautista del Sur.
Esta organización ayuda a los convictos y ex-presos, a través de programas de formación profesional, educativa y espiritual, de cara a facilitar su reinserción en la sociedad, reduciendo las tasas de reincidencia. También cuenta con programas de apoyo a las familias de los presos y las víctimas y las familias afectadas por crímenes.
En 1976, publicó su autobiografía, Born Again, que vendió millones de ejemplares. En 1993, ganó el premio Templeton.

## Obras
A lo largo de su vida, Colson escribió más de 30 libros, vendió 5 millones de copias:
| Año  | Título | Editorial            | ISBN                                                                                 |
| 1976 | Born Again                                                                                                | Chosen Books         | ISBN 978-0-8007-9459-0                                                               |
| 1979 | Life Sentence                                                                                             | Chosen Books         | ISBN 0-8007-8668-8                                                                   |
| 1983 | Loving God                                                                                                | HarperPaperbacks     | ISBN 0-310-47030-7                                                                   |
| 1987 | Kingdoms in Conflict (con Ellen Santilli Vaughn)                                                          | William Morrow & Co  | ISBN 0-688-07349-2                                                                   |
| 1989 | Against the Night: Living in the New Dark Ages (con Ellen Santilli Vaughn)                                | Servant Publications | ISBN 0-89283-309-2                                                                   |
| 1991 | Why America Doesn't Work (con Jack Eckerd)                                                                | Word Publishing      | ISBN 0-8499-0873-6                                                                   |
| 1993 | The Body: Being Light in Darkness (con Ellen Santilli Vaughn)                                             | Word Books           | ISBN 0-85009-603-0                                                                   |
| 1993 | A Dance with Deception: Revealing the truth behind the headlines                                          | Word Publishing      | ISBN 0-8499-1057-9                                                                   |
| 1995 | Evangelicals and Catholics Together: Toward a Common Mission (coeditado con Richard John Neuhaus)         | Thomas Nelson        | ISBN 0-8499-3860-0                                                                   |
| 1995 | Gideon's Torch                                                                                            | Word Publishing      | ISBN 0-8499-1146-X                                                                   |
| 1996 | Being The Body (con Ellen Santilli Vaughn)                                                                | Thomas Nelson        | ISBN 0-8499-1752-2                                                                   |
| 1997 | Loving God                                                                                                | Zondervan            | ISBN 0-310-21914-0                                                                   |
| 1998 | Burden of Truth: Defending the Truth in an Age of Unbelief                                                | Tyndale House        | ISBN 0-8423-3475-0                                                                   |
| 1999 | How Now Shall We Live (con Nancy Pearcey y Harold Fickett)                                                | Tyndale House        | ISBN 0-8423-1808-9                                                                   |
| 2001 | Justice That Restores                                                                                     | Tyndale House        | ISBN 0-8423-5245-7                                                                   |
| 2004 | The Design Revolution: Answering the Toughest Questions About Intelligent Design (con William A. Dembski) | Inter Varsity Press  | ISBN 0-8308-2375-1                                                                   |
| 2005 | The Good Life (con Harold Fickett)                                                                        | Tyndale House        | ISBN 0-8423-7749-2                                                                   |
| 2007 | God and Government                                                                                        | Zondervan            | ISBN 978-0-310-27764-4https://chat.openai.com/c/89afd014-6238-43e5-9257-52c8126bed8c |
| 2008 | The Faith (con Harold Fickett)                                                                            | Zondervan            | ISBN 978-0-310-27603-6                                                               |
| 2011 | The Sky Is Not Falling: Living Fearlessly in These Turbulent Times                                        | Worthy Publishing    | ISBN 978-1-936034-54-3                                                               |

Un ejemplo de una persona cuya vida experimentó un cambio significativo después de un encuentro con Dios podría ser Chuck Colson. Chuck Colson fue consejero político del expresidente de los Estados Unidos Richard Nixon y se vio involucrado en el escándalo de Watergate en la década de 1970. Después de su implicación en actividades ilegales y su tiempo en prisión, Colson experimentó una conversión cristiana que transformó radicalmente su vida.
Después de descubrir a Dios, Chuck Colson se convirtió en un apasionado defensor de la fe cristiana y fundó el Ministerio de Prisiones de Prision Fellowship, dedicado a trabajar con reclusos y ex reclusos. Su historia refleja un cambio profundo en su perspectiva y acciones después de su encuentro con la fe.
Es importante destacar que aunque Colson no es considerado un "santo" en el sentido tradicional, su historia es conocida por muchos como un ejemplo de transformación a través de la fe.